# Gran Premio di superbike di Sugo 1998
Il Gran Premio di Superbike di Sugo 1998 è stata la dodicesima e ultima prova del campionato mondiale Superbike 1998, è stato disputato il 4 ottobre sul circuito di Sugo e ha visto la vittoria di Keiichi Kitagawa in gara 1, mentre la gara 2 è stata vinta da Noriyuki Haga.
A quest'ultima gara del campionato si era arrivati con tre piloti ancora in lotta per il titolo iridato; il capo classifica provvisorio era l'australiano Troy Corser che precedeva il neozelandese Aaron Slight e il britannico Carl Fogarty. Il primo dei tre aveva anche ottenuto la pole position ma è incorso in un incidente prima del via di gara 1 che gli ha impedito di partecipare a entrambe le gare, compromettendo la sua corsa al titolo. Grazie ai migliori risultati ottenuti, terzo e quarto posto contro settimo e sesto, Fogarty è riuscito a sopravanzare anche Slight, ottenendo in questo modo il suo terzo titolo iridato piloti.

## Risultati

### Gara 1

#### Arrivati al traguardo[3]
| Pos. | Nº  | Pilota              | Squadra              | Motocicletta | Giri | Tempo     | Griglia | Punti |
| ---- | --- | ------------------- | -------------------- | ------------ | ---- | --------- | ------- | ----- |
| 1º   | 85  | Keiichi Kitagawa    | Team Suzuki          | Suzuki       | 25   | 38:03.718 | 7º      | 25    |
| 2º   | 91  | Akira Ryō           | Team Suzuki          | Suzuki       | 25   | +0:00.307 | 2º      | 20    |
| 3º   | 2   | Carl Fogarty        | Ducati Performance   | Ducati       | 25   | +0:01.073 | 4º      | 16    |
| 4º   | 4   | Akira Yanagawa      | Kawasaki Racing      | Kawasaki     | 25   | +0:01.684 | 5º      | 13    |
| 5º   | 44  | Scott Russell       | Yamaha World SBK     | Yamaha       | 25   | +0:11.905 | 16º     | 11    |
| 6º   | 5   | Neil Hodgson        | Kawasaki Racing      | Kawasaki     | 25   | +0:13.333 | 6º      | 10    |
| 7º   | 111 | Aaron Slight        | Castrol Honda        | Honda        | 25   | +0:14.742 | 10º     | 9     |
| 8º   | 84  | Shin'ichi Itō       | Lucky Strike Honda   | Honda        | 25   | +0:14.972 | 11º     | 8     |
| 9º   | 89  | Wataru Yoshikawa    | Yamaha Racing        | Yamaha       | 25   | +0:15.327 | 8º      | 7     |
| 10º  | 6   | Peter Goddard       | Suzuki WSB           | Suzuki       | 25   | +0:15.555 | 9º      | 6     |
| 11º  | 8   | James Whitham       | Suzuki WSB           | Suzuki       | 25   | +0:15.711 | 19º     | 5     |
| 12º  | 7   | Pierfrancesco Chili | Ducati Racing ADVF   | Ducati       | 25   | +0:26.329 | 13º     | 4     |
| 13º  | 45  | Colin Edwards       | Castrol Honda        | Honda        | 25   | +0:30.160 | 15º     | 3     |
| 14º  | 87  | Shin'ya Takeishi    | Kawasaki Racing      | Kawasaki     | 25   | +0:31.598 | 12º     | 2     |
| 15º  | 98  | Yuichi Takeda       | Lucky Strike Honda   | Honda        | 25   | +0:31.640 | 18º     | 1     |
| 16º  | 93  | Tamaki Serizawa     | Kawasaki Racing      | Kawasaki     | 25   | +0:45.527 | 20º     |       |
| 17º  | 35  | Gregorio Lavilla    | De Cecco Racing      | Ducati       | 25   | +0:56.971 | 21º     |       |
| 18º  | 96  | Manabu Kamada       | Sakurai Honda        | Honda        | 25   | +1:01.805 | 23º     |       |
| 19º  | 12  | Mario Innamorati    | Kawasaki Bertocchi   | Kawasaki     | 25   | +1:21.977 | 24º     |       |
| 20º  | 15  | Igor Jerman         | Team Bertocchi       | Kawasaki     | 25   | +1:23.552 | 25º     |       |
| 21º  | 10  | Andrew Stroud       | Andrew Stroud Racing | Kawasaki     | 24   | +1 giro   | 26º     |       |

#### Ritirati
| Nº | Pilota           | Squadra          | Motocicletta | Giri | Griglia |
| -- | ---------------- | ---------------- | ------------ | ---- | ------- |
| 50 | Jiří Mrkývka     | SBK Team JM      | Honda        | 23   | 27º     |
| 41 | Noriyuki Haga    | Yamaha World SBK | Yamaha       | 12   | 3º      |
| 97 | Atsushi Watanabe | Team Suzuki      | Suzuki       | 7    | 17º     |
| 90 | Kensuke Haga     | Yamaha Racing    | Yamaha       | 2    | 14º     |

### Gara 2

#### Arrivati al traguardo[4]
| Pos. | Nº  | Pilota           | Squadra              | Motocicletta | Giri | Tempo     | Griglia | Punti |
| ---- | --- | ---------------- | -------------------- | ------------ | ---- | --------- | ------- | ----- |
| 1º   | 41  | Noriyuki Haga    | Yamaha World SBK     | Yamaha       | 25   | 38:00.953 | 3º      | 25    |
| 2º   | 4   | Akira Yanagawa   | Kawasaki Racing      | Kawasaki     | 25   | +0:01.382 | 5º      | 20    |
| 3º   | 91  | Akira Ryō        | Team Suzuki          | Suzuki       | 25   | +0:01.566 | 2º      | 16    |
| 4º   | 2   | Carl Fogarty     | Ducati Performance   | Ducati       | 25   | +0:07.859 | 4º      | 13    |
| 5º   | 85  | Keiichi Kitagawa | Team Suzuki          | Suzuki       | 25   | +0:10.749 | 7º      | 11    |
| 6º   | 111 | Aaron Slight     | Castrol Honda        | Honda        | 25   | +0:11.885 | 10º     | 10    |
| 7º   | 89  | Wataru Yoshikawa | Yamaha Racing        | Yamaha       | 25   | +0:12.127 | 8º      | 9     |
| 8º   | 90  | Kensuke Haga     | Yamaha Racing        | Yamaha       | 25   | +0:21.419 | 14º     | 8     |
| 9º   | 8   | James Whitham    | Suzuki WSB           | Suzuki       | 25   | +0:24.193 | 19º     | 7     |
| 10º  | 6   | Peter Goddard    | Suzuki WSB           | Suzuki       | 25   | +0:24.211 | 9º      | 6     |
| 11º  | 87  | Shin'ya Takeishi | Kawasaki Racing      | Kawasaki     | 25   | +0:25.301 | 12º     | 5     |
| 12º  | 44  | Scott Russell    | Yamaha World SBK     | Yamaha       | 25   | +0:26.028 | 16º     | 4     |
| 13º  | 45  | Colin Edwards    | Castrol Honda        | Honda        | 25   | +0:33.970 | 15º     | 3     |
| 14º  | 98  | Yuichi Takeda    | Lucky Strike Honda   | Honda        | 25   | +0:34.191 | 18º     | 2     |
| 15º  | 35  | Gregorio Lavilla | De Cecco Racing      | Ducati       | 25   | +0:53.723 | 21º     | 1     |
| 16º  | 5   | Neil Hodgson     | Kawasaki Racing      | Kawasaki     | 25   | +0:57.586 | 6º      |       |
| 17º  | 96  | Manabu Kamada    | Sakurai Honda        | Honda        | 25   | +1:16.115 | 23º     |       |
| 18º  | 15  | Igor Jerman      | Team Bertocchi       | Kawasaki     | 25   | +1:21.576 | 25º     |       |
| 19º  | 12  | Mario Innamorati | Kawasaki Bertocchi   | Kawasaki     | 25   | +1:33.042 | 24º     |       |
| 20º  | 10  | Andrew Stroud    | Andrew Stroud Racing | Kawasaki     | 25   | +1:33.623 | 26º     |       |

#### Ritirati
| Nº | Pilota              | Squadra            | Motocicletta | Giri | Griglia |
| -- | ------------------- | ------------------ | ------------ | ---- | ------- |
| 93 | Tamaki Serizawa     | Kawasaki Racing    | Kawasaki     | 10   | 20º     |
| 50 | Jiří Mrkývka        | SBK Team JM        | Honda        | 6    | 27º     |
| 7  | Pierfrancesco Chili | Ducati Racing ADVF | Ducati       | 5    | 13º     |
| 84 | Shin'ichi Itō       | Lucky Strike Honda | Honda        | 5    | 11º     |